# Kasteel van Montjuïc

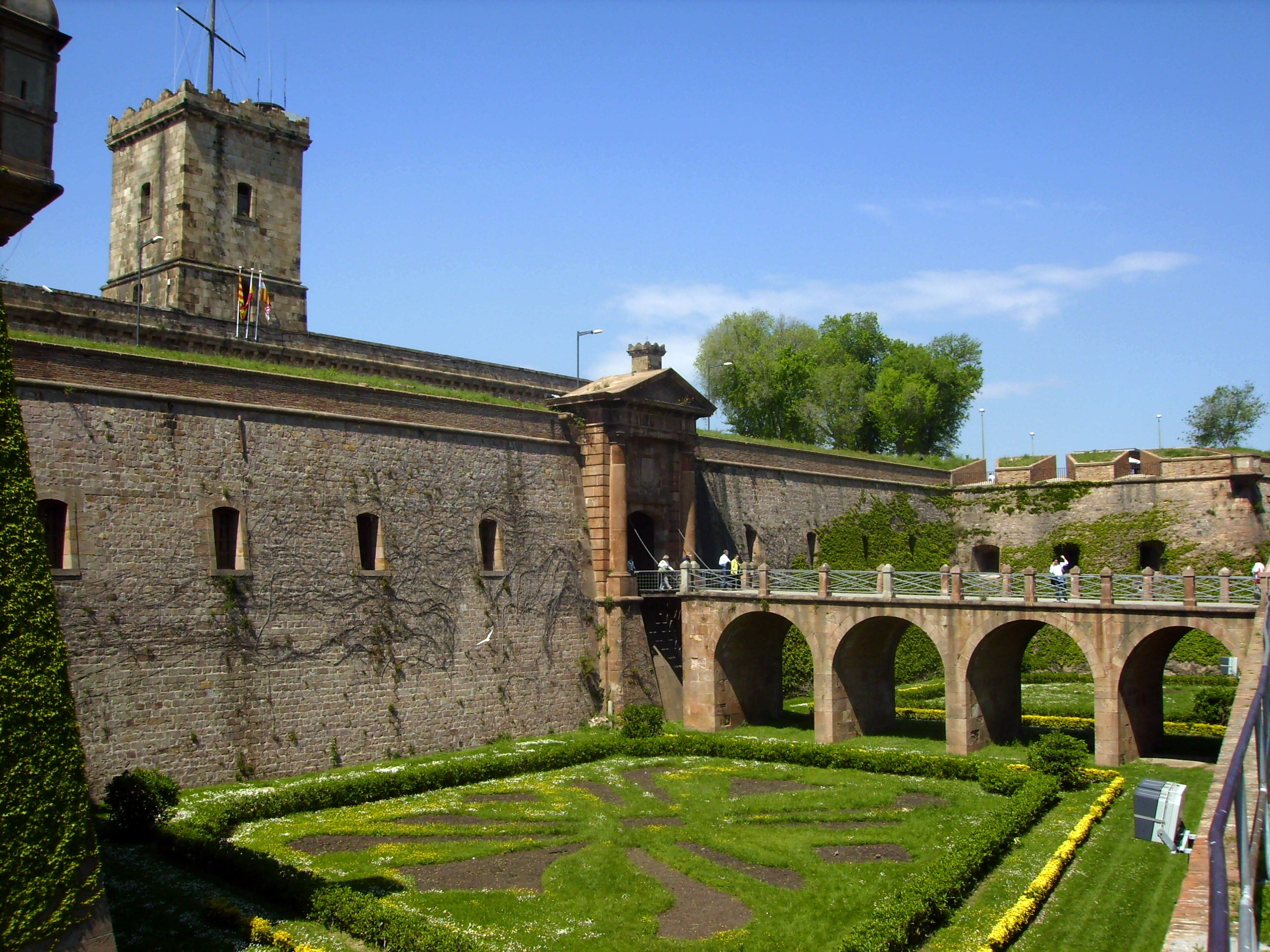
Toegangspoort van het fort

Het kasteel van Montjuïc (Catalaans: Castell de Montjuïc) is een fort op de heuvel Montjuïc in de Spaanse stad Barcelona. Het speelde als fort een rol in de geschiedenis van de stad, maar vooral als gevangenis.

## Geschiedenis

### Bouw
De eerste fortificaties op de plaats van het huidige kasteel zijn gebouwd aan het einde van de jaren 40 van de 17e eeuw, tijdens de Catalaanse opstand. Dat was een boerenopstand tegen de aanwezigheid van Castiliaanse troepen in Catalonië gedurende de Dertigjarige Oorlog (1618-1648) tussen Frankrijk en Spanje. Door een uitbreiding in 1694 verandert het bouwwerk in een fort, dat in 1697 een beleg van de Fransen moet weerstaan, in 1704 en 1705 aanvallen van de Engelsen en tijdens de Spaanse Successieoorlog (1702 - 1714) de aanvallen van de troepen van het huis Bourbon.
In 1746 wordt de markies van La Mina, Jaime de Guzmán y Spinola, benoemd tot Kapitein Generaal van Catalonië. Hij besluit dat het fort toe is aan modernisering, en geeft hiertoe opdracht aan de ingenieur Juan Martin Cermeño. Die presenteert zijn ontwerp op 12 januari 1751. De bouwwerkzaamheden beginnen in 1753 en duren tot 1799. Sindsdien heeft het fort zijn huidige vorm.

### Fort en gevangenis
Tijdens de Spaanse Onafhankelijkheidsoorlog (1808-1814) nemen de Fransen op 12 maart 1808 het fort in en zullen het als gevangenis gebruiken tot de Spanjaarden het heroveren op 27 mei 1814. Hiermee wordt het fort voor het eerst gebruikt als gevangenis, wat zo zal blijven tot het einde van het regime van Franco in 1975.
De 19e eeuw is een roerige eeuw in Spanje en in Catalonië. Barcelona kent diverse volksopstanden die met harde hand neer worden geslagen. De stad wordt meerdere keren gebombardeerd vanuit het fort: in december 1842, van september tot november 1843 en in juli 1856. In april 1894 vindt er het proces van Montjuïc plaats, waarin zes anarchisten worden veroordeeld. Ten slotte wordt een groot aantal gangmakers van de Tragische week in 1909 er opgesloten, en Francisco Ferrer, die wordt gezien als hun ideologisch leider, wordt er gefusilleerd.
Tijdens de Spaanse Burgeroorlog (1936-1939) wordt het fort door de Republikeinen gebruikt om Nationalisten op te sluiten en te fusilleren. Als deze laatsten eind januari 1939 Barcelona innemen, draaien de rollen om en gebruiken zij het fort voor dezelfde doeleinden. Op 15 oktober 1940 fusilleren zij er Lluís Companys, president van de Generalitat van Catalonië. Ter nagedachtenis hieraan is er op de plek waar hij geëxecuteerd is een monument opgericht.
Onder het regime van Franco blijft het fort in gebruik als gevangenis, en dan met name voor Catalaanse dissidenten. Er vinden regelmatig executies plaats tegen de buitenmuren.

## Hedendaags gebruik
Na de ontmanteling als gevangenis in 1978, na de val van het Francoregime, wordt het fort in 2008 overgedragen aan de gemeente Barcelona. Die heeft de intentie het voor civiele doeleinden te gaan gebruiken: als expositieruimte, met een vaste expositie over de band tussen het fort en de stad Barcelona, als internationaal centrum voor de vrede, maar ook voor culturele manifestaties, en andere activiteiten.